# Смоленско-Московская возвышенность
Смоле́нско-Моско́вская возвы́шенность располагается на территории Ярославской, Владимирской, Московской и Смоленской областей России, а также Витебской области Беларуси.
Протянулась с юго-запада на северо-восток от белорусского города Орша до Юрьева-Польского. Состоит из Смоленской и Московской возвышенностей. На юго-востоке к Смоленско-Московской возвышенности примыкает Среднерусская возвышенность, а на севере — Валдайская возвышенность.
Имеет длину около 500 км, высшая точка — 320 м (в северо-восточной части Смоленской области). Рельеф холмистый, эрозионно-моренный. На западе моренная цепь переходит в Белорусскую гряду.
Возвышенность дренируется реками бассейна Днепра (на западе) и Волги (на востоке).
Покрыта смешанными лесами (преобладают ель и берёза). Часты торфяные болота.
Почвы — преимущественно дерново-подзолистые суглинистые, кроме самой восточной части возвышенности, где распространены более плодородные серые лесные почвы, а местность называется Владимирским (Юрьевым) Опольем.
Смоленско-Московская возвышенность — водораздел трёх морей: Балтийского (Каспля→Западная Двина), Чёрного (Днепр) и Каспийского (Волга, притоки Оки).